# Carina Edlinger
Pour les articles homonymes, voir Edlinger.
Carina Edlinger est une fondeuse handisport autrichienne, née le 13 août 1998 à Bad Ischl. Elle remporte le titre paralympique en sprint lors des Jeux de 2022.

## Palmarès

### Jeux paralympiques
| Épreuve / Édition                              | Pyeongchang 2018 | Pékin 2022 |
| ---------------------------------------------- | ---------------- | ---------- |
| Ski de fond 1,5 km sprint classique malvoyante | 4e               | Or         |
| Ski de fond 7,5 km classique malvoyante        | Bronze           |            |
| Ski de fond 15 km classique malvoyante         | 4e               | DNF        |